# Quinapril
Quinapril, vândut sub numele de marcă Accupril, printre altele, este un medicament folosit pentru tratarea hipertensiunii arteriale, insuficienței cardiace și nefropatiei diabetice. Este un tratament inițial rezonabil pentru hipertensiune arterială. Este administrat oral.
Efecte secundare frecvente sunt dureri de cap, amețeli, senzație de oboseală și tuse. Reacții adverse grave pot fi probleme hepatice, scăderea tensiunii arteriale, angioedem, insuficiență renală și hiperkalemie. Utilizarea în timpul sarcinii și alăptării nu este recomandată. Este un inhibitor al ECA și funcționează prin scăderea activității sistemului renină-angiotensină-aldosteron.
Quinapril a fost brevetat în anul 1980 și a intrat în uz medical în 1989. Este disponibil sub formă de medicamente generice. Aprovizionarea lunară în Marea Britanie costa NHS aproximativ 4 lire în 2019. În Statele Unite, costul en gros este de aproximativ $3,50. În 2017, a fost al 269-lea cel mai frecvent prescris medicament în Statele Unite, cu peste un milion de rețete.

## Utilizări medicale
Quinapril este indicat pentru tratamentul tensiunii arteriale crescute (hipertensiune arterială) și ca terapie adjuvantă în managementul insuficienței cardiace. Acesta poate fi utilizat pentru tratamentul hipertensiunii arteriale și în combinație cu diuretice tiazidice, iar pentru insuficiență cardiacă în combinație cu diuretice și digoxină.

## Contraindicații
- Sarcină
- Funcții renală și hepatică afectate
- Pacienți cu antecedente de angioedem legat de tratamentul anterior cu un inhibitor al ECA
- Hipersensibilitate la quinapril

## Efecte secundare
Efectele secundare ale tratamentului cu quinapril includ amețeli, tuse, vărsături, stomac deranjat, angioedem și oboseală.

## Mecanism de acțiune
Quinapril inhibă enzima de conversie a angiotensinei, o enzimă care catalizează formarea angiotensinei II din precursorul său, angiotensina I. Angiotensina II este un vasoconstrictor puternic, care crește tensiunea arterială prin diferite mecanisme. Datorită producției reduse de angiotensină, concentrația plasmatică de aldosteron este de asemenea redusă, ceea ce duce la excreția crescută de sodiu în urină și concentrație crescută de potasiu în sânge.